# Lactobacillus delbrueckii subsp. bulgaricus
Lactobacillus delbrueckii subsp. bulgaricus (tidligere Lactobacillus bulgaricus) er en gram-positiv bakterie af slægten Lactobacillus (og er derfor en stavformet, fakultativt anaerob, ikke-sporedannende bakterie). Den er en mælkesyrebakterie og anvendes bl.a. sammen med Streptococcus thermophilus til fremstillingen af yoghurt, hvor den under fermentering omdanner lactose til lactat, der under afgivelse af en hydron omdannes til mælkesyre. Dette er både for at forlænge holdbarheden og skabe den ønskede smag. Den findes også i mælk, hvor dens fermentering kan gøre den sur.
| Biologi | Spire Denne artikel om biologi er en spire som bør udbygges. Du er velkommen til at hjælpe Wikipedia ved at udvide den. |